# 帕维尔·维诺格拉多夫
帕维尔·弗拉基米罗维奇·维诺格拉多夫（俄语：Па́вел Влади́мирович Виногра́дов，1953年8月31日—）是俄罗斯第87位宇航员，世界第360位宇航员。他曾于1997年、2006年和2013年三度飞往空间站，一共进行了7次太空行走。

## 早年
1953年出生在苏联远东马加丹州马加丹。1970年毕业于阿纳德尔高中。1971年进入莫斯科航空学院，1977年毕业于机械工程专业，1980年毕业于通信工程专业，获得计算机系统分析学位。从1977年4月起，他在飞机自动化设计系统部门实验室担任工程师，并于1978年5月至1983年8月担任高级工程师，专门从事可回收航天器自动交互设计系统的开发，空气动力学和计算机图形学软件开发。同时，他还在俄罗斯科学院生物医学问题研究所参与实验与测试。自1983年8月起，他在科罗廖夫能源火箭航天集团担任工程师和项目负责人。

## 宇航员生涯
1992年5月成为宇航员候选人。1992年10月至1994年2月参与加加林宇航员培训中心基础太空飞行训练。在成功通过考验后获得测试宇航员资格。

### 联盟TM-26
协调世界时1997年8月5日15时35分，联盟TM-26发射升空，他作为飞行工程师，与指令长阿纳托利·索洛维约夫一同前往和平号空间站。在任务期间，他一共进行了5次太空行走。联盟TM-26任务共持续197天17小时34分。

### 远征13

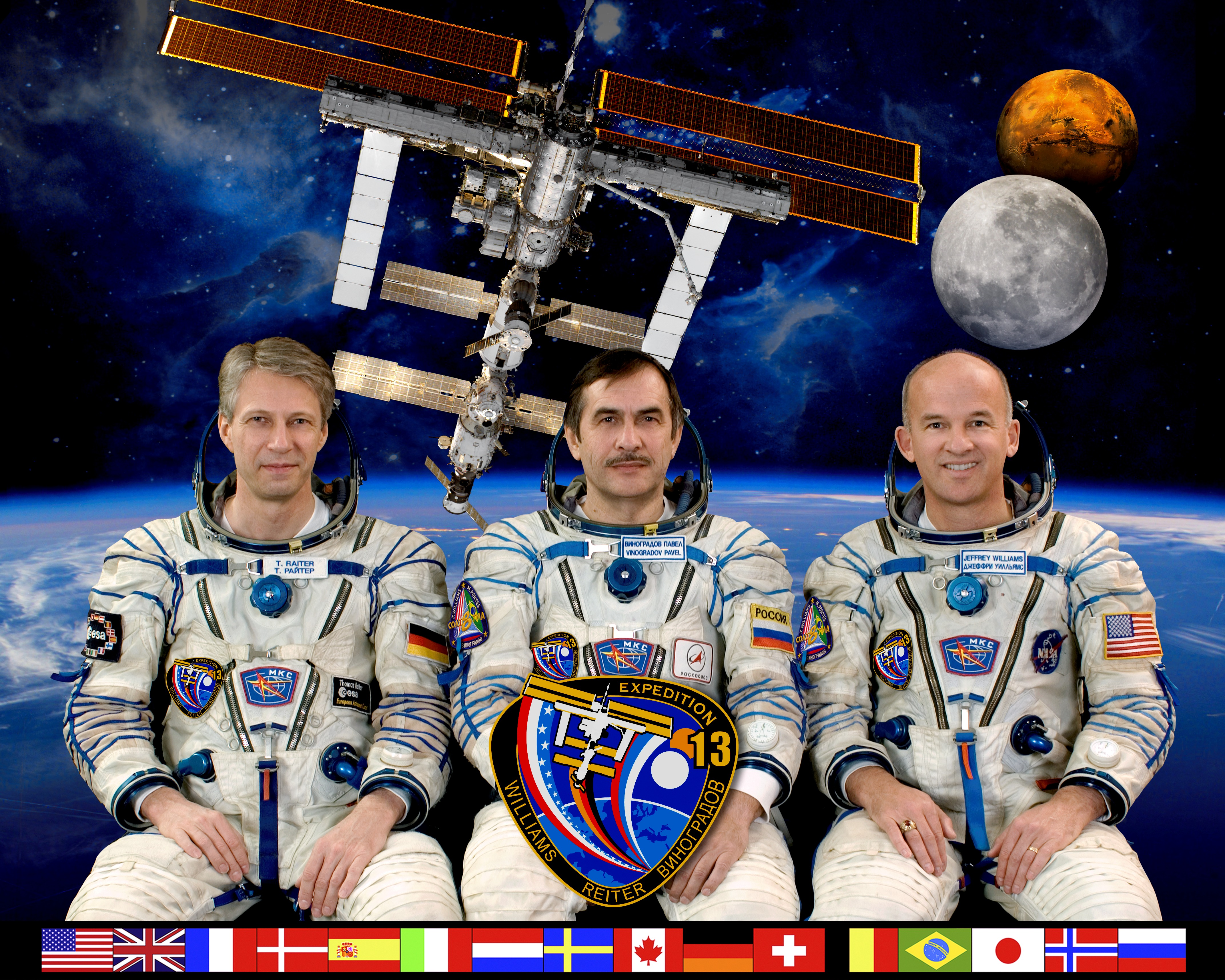
远征13任务队员

北京时间2006年3月30日上午10时30分，TMA-8载人飞船在哈萨克斯坦境内的拜科努尔发射场成功发射，前往国际空间站。12时19分，飞船与国际空间站曙光号功能货舱完成了自动对接，3名宇航员在检查了对接口的密封性能并确认安全后，于13时59分打开曙光号舱门并陆续进入空间站。
北京时间2006年6月2日6时48分，他和威廉姆斯走出国际空间站，开始太空行走。整个行走过程共持续了6个半小时。
根据俄航天署与加拿大一高尔夫球公司签署的协议，维诺格拉多夫原定于在太空行走时打上一杆高尔夫球。但美国国家航空航天局认为高尔夫球被击到太空后，会对轨道上的卫星和国际空间站形成威胁，因此活动被迫取消。
协调世界时2006年9月29日1时13分，携带维诺格拉多夫等队员的的联盟号返回舱降落在哈萨克斯坦阿尔卡雷克附近。

### 远征35/36
协调世界时2013年3月28日20时43分，联盟-FG运载火箭携联盟TMA-08M载人飞船从哈萨克斯坦拜科努尔航天发射场发射升空，把维诺格拉多夫、米苏尔金和卡西迪送往国际空间站。联盟TMA-08M之前的载人飞船均采用的是两昼夜的飞行模式，而这次飞行首次采用仅为6小时的“快速”飞行模式，因此他们是航天史上第一批乘坐“特快载人飞船”前往国际空间站的宇航员。
协调世界时2013年4月19日下午14时03分，他和罗曼·罗曼年科打开舱门，进行了6小时38分钟的太空行走任务。
2013年4月22日，他通过俄罗斯联邦储蓄银行的在线交易系统缴纳了自己的土地税，成为世界上首位从太空缴税的纳税人。
2013年9月11日，他和队员乘坐联盟-TMA08M飞船的返回舱安全返回地球。
生涯统计
| # | 发射载具    | 发射时间（UTC）       | 任务代号               | 着陆载具    | 着陆时间（UTC）      | 时长总计      | 舱外活动次数 | 舱外活动时长 |
| - | ----------- | --------------------- | ---------------------- | ----------- | -------------------- | ------------- | ------------ | ------------ |
| 1 | 联盟TM-26   | 1997年8月5日15时35分  | 联盟TM-26，EO-24       | 联盟TM-26   | 1998年2月19日9时9分  | 197日17时34分 | 5            | 25时16分     |
| 1 | 联盟TMA-8   | 2006年3月30日2时30分  | 联盟TMA-8，远征13      | 联盟TMA-8   | 2006年9月29日1时13分 | 182日22时43分 | 1            | 6时31分      |
| 2 | 联盟TMA-08M | 2013年3月28日20时43分 | 联盟TMA-08M，远征35/36 | 联盟TMA-08M | 2013年9月11日2时58分 | 166日6时15分  | 1            | 6时38分      |
|   |             |                       |                        |             |                      | 546日22时32分 | 7            | 38时25分     |

## 相关活动
2007年2月，他在俄罗斯《劳动报》发表了以一篇题为《太空困局》的文章，回顾了俄罗斯载人航天史，批评了俄罗斯政府没有制定面向21世纪的明确发展计划和战略目标，表达了对俄罗斯航天业濒临灭亡的忧虑。
2016年4月10日，他和安德烈·鲍里先科参加了圣彼得堡纪念加加林太空飞行55周年庆祝活动，与市民们举行了见面会。
2018年4月21日至25日，他以俄罗斯联邦宇航员联合会副主席和科罗廖夫能源火箭航天集团航天中心副主任的身份，与中国宇航员劉伯明出席了在哈尔滨工业大学举办的“2018阿斯图中俄大学生微纳卫星研习营”活动。4月24日参与了第二届中国航天科技教育校长论坛。

## 荣誉
- 美國宇航局太空飛行獎章（1998年，2007年）
- 俄罗斯联邦宇航员和俄罗斯联邦英雄荣誉称号（1998年）
- 四级“祖国功勋”勋章（2008年）
- 太空探索優異獎章（2011年）[20]
- 勇气勋章（2015年）[21]

## 图集

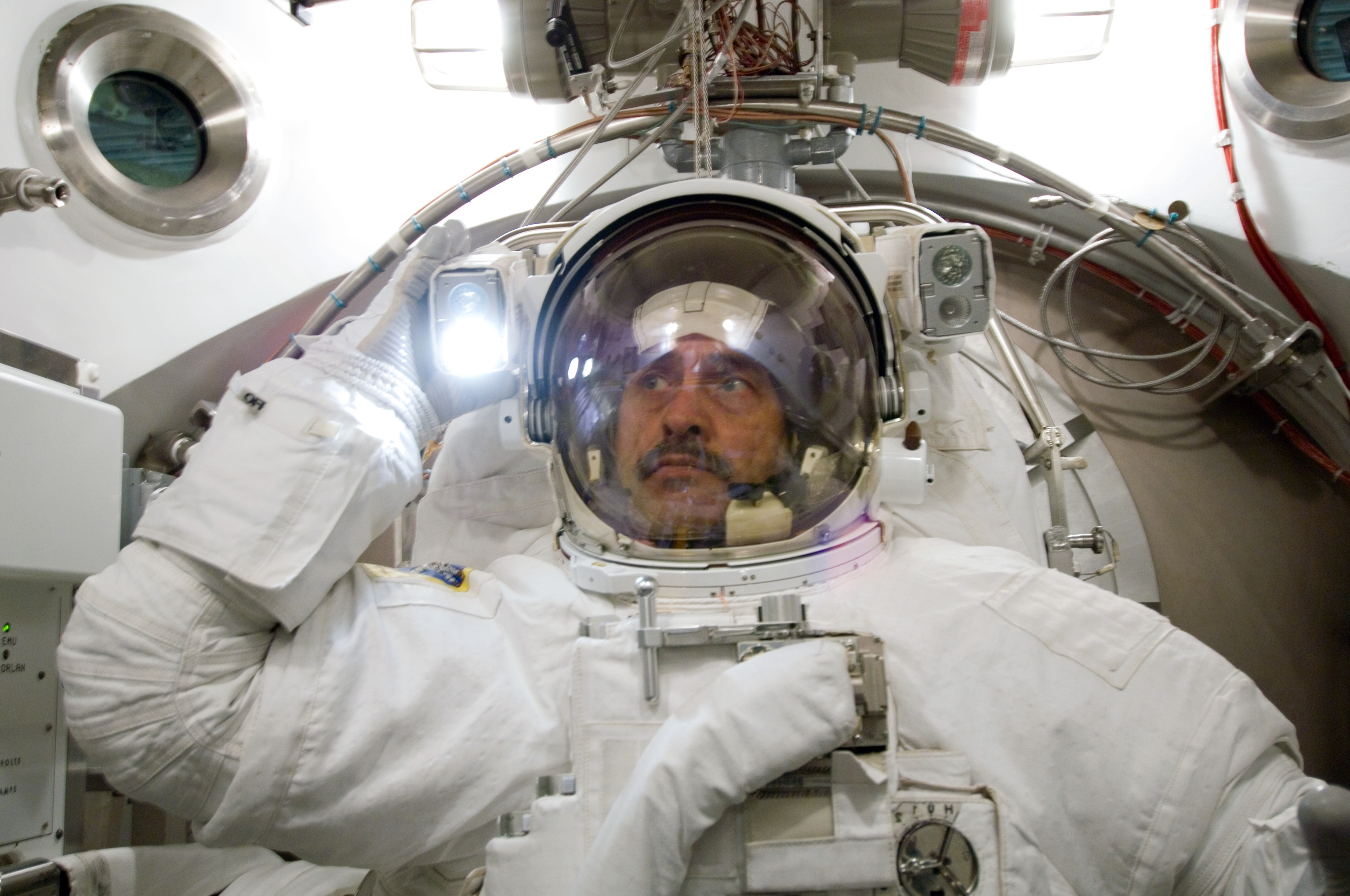
任务前训练
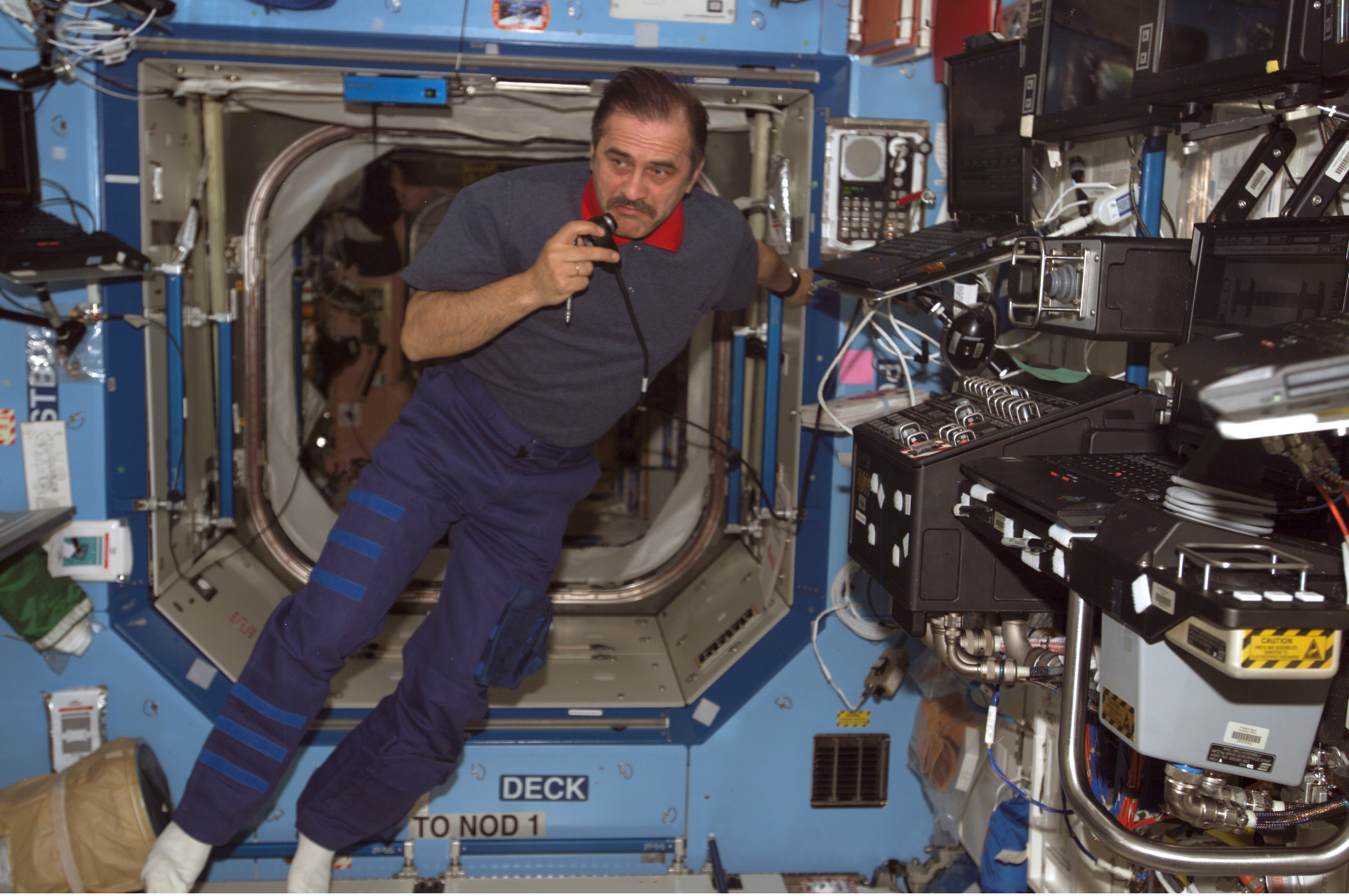
远征13
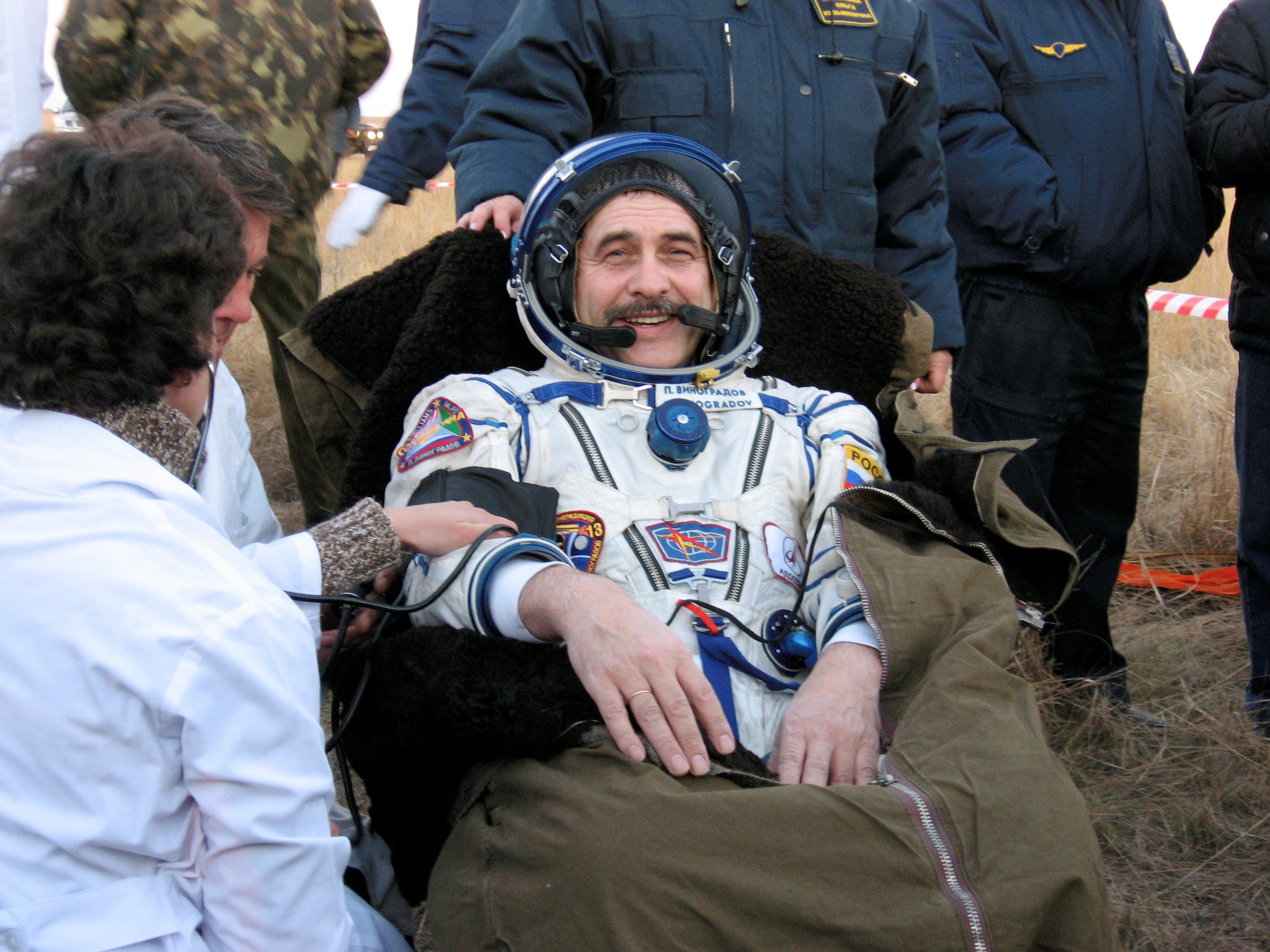
TMA-8
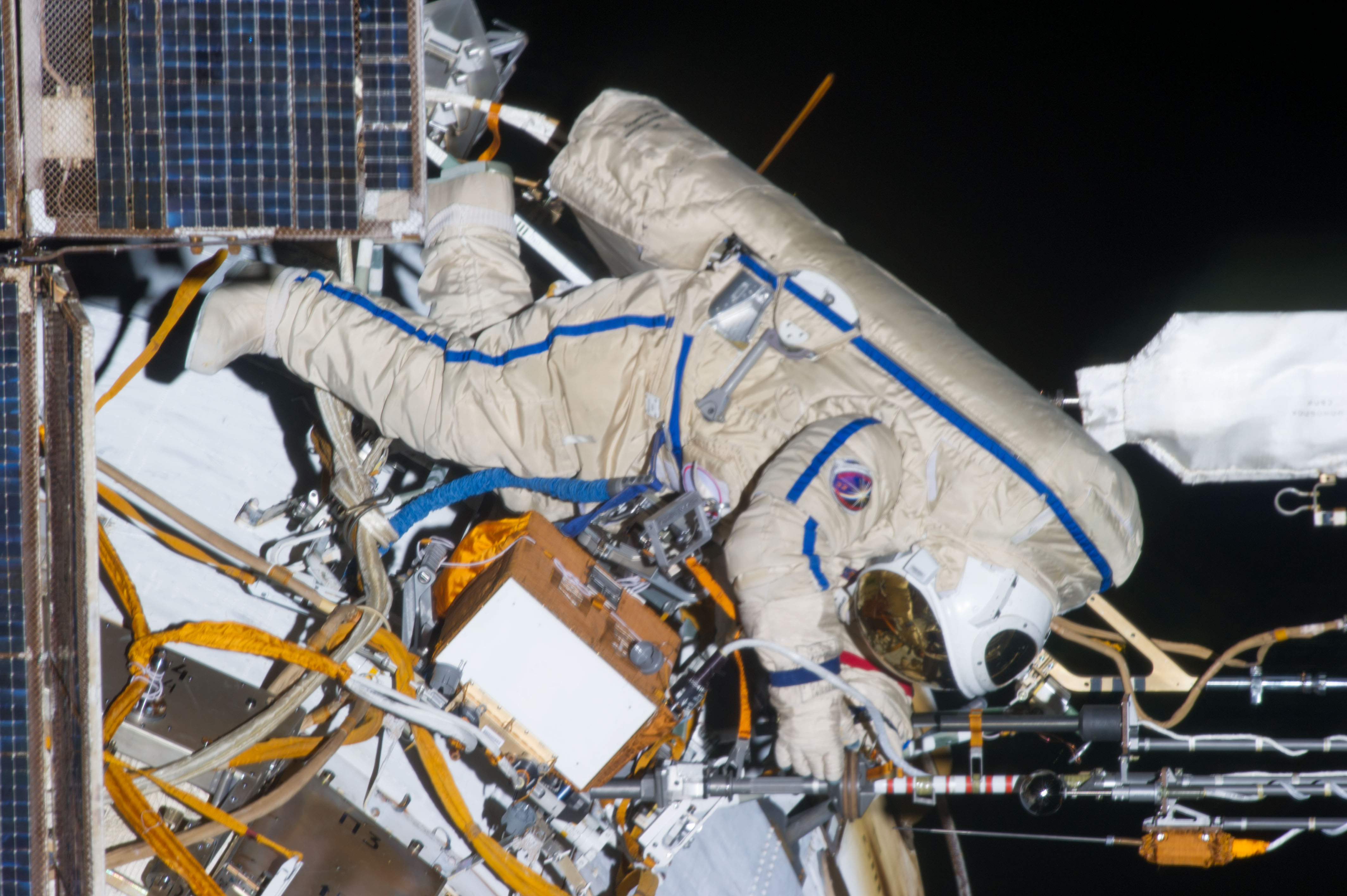
2013年4月19日太空行走
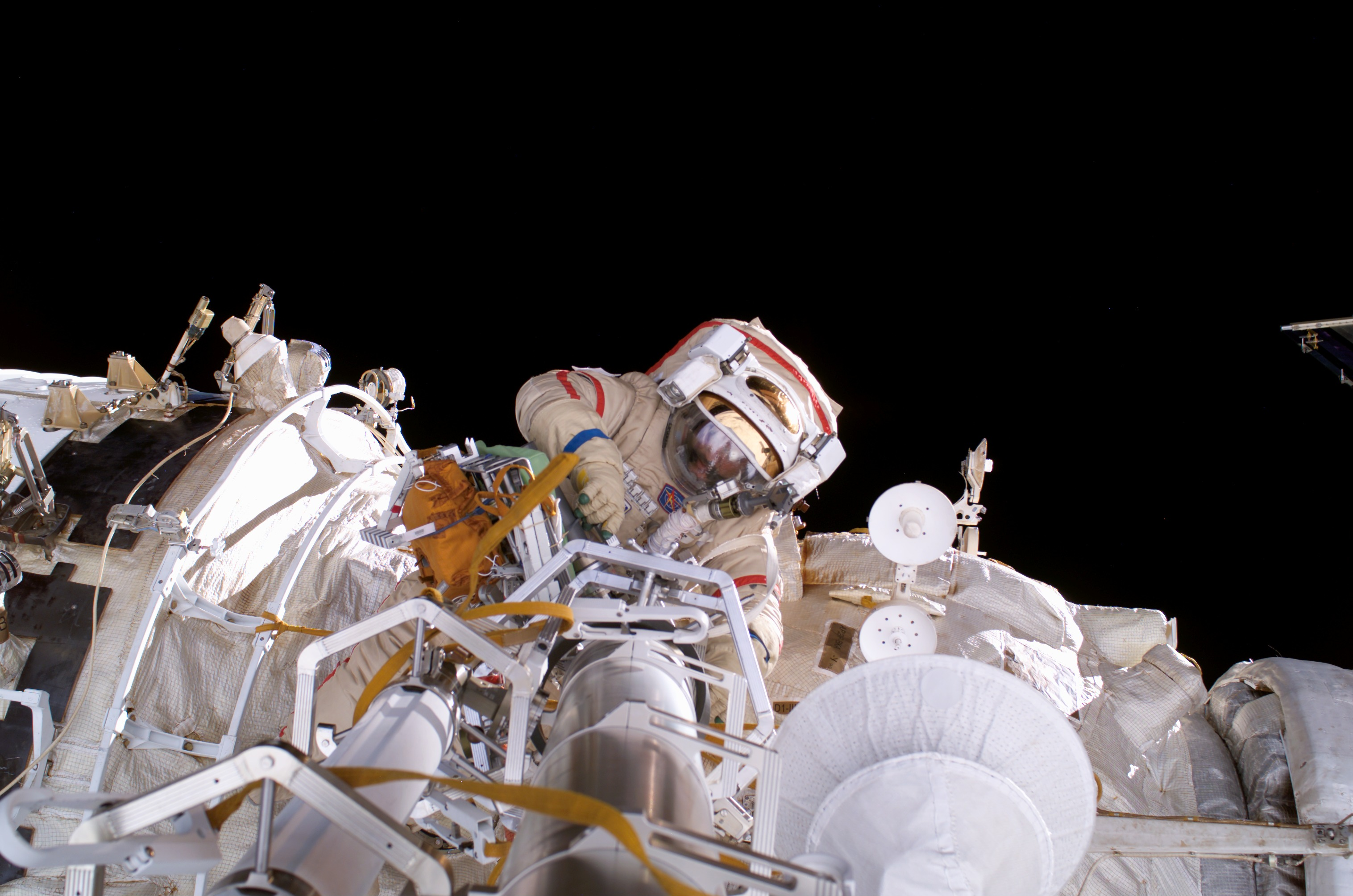